# Rebelião da Baixa Califórnia

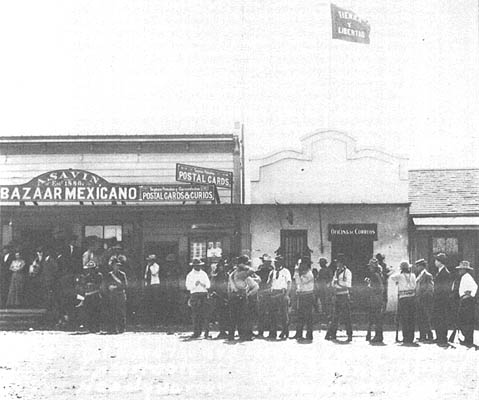
Guerrilheiros magonistas com a bandeira "Tierra y Libertad" em Tijuana, 1911.

A Rebelião da Baixa Califórnia ou Libertação da Baixa Califórnia são os nomes pelos quais ficaram conhecidos os acontecimentos que formaram parte de uma campanha militar de caráter libertário impulsionada pelo Partido Liberal Mexicano (PLM) no norte da Baixa California em 1911, no contexto da Revolução Mexicana. Os rebeldes enfrentaram às forças ditatoriais de Porfirio Díaz e mais tarde do governo provisório de Francisco León de la Barra apoiado por grupos maderistas.
A rebelião foi planejada e coordenada pela Junta Organizadora do Partido Liberal Mexicano em Los Angeles, Califórnia, com o objetivo criar um espaço territorial autônomo de caráter libertário no norte do México, como base para estender uma revolução social ao resto da região. O plano se relacionava ao Programa do Partido Liberal Mexicano de 1906 ao mesmo tempo em que na Baixa Califórnia, grupos magonistas levavam adiante batalhas, ainda que em menor medida, em outros Estados como Sonora, Chihuahua, Coahuila, Tlaxcala, Veracruz, Oaxaca, Morelos e Durango.
O controle da península da Baixa Califórnia, na estratégia de rebelião do PLM, era parte de um plano de contingência no caso de sofrer derrotas nos Estados do norte, no qual existia menor número de guarnições federais, de forma que seria fácil tomar as cidades e ganhar tempo para reorganizar a Exército Liberal; para depois avançar para o sul da península se dirigindo a Sonora e Sinaloa.
No levante de 20 de Novembro de 1910 grupos magonistas e maderistas combinaram suas forças para ocupar localidades importantes nos Estados do norte, no entanto, as diferenças ideológicas entre ambos grupos acabou fazendo com que em pouco tempo surgissem enfrentamentos entre eles. Os magonistas foram perdendo presença em Chihuahua, quando alguns líderes guerrilheiros libertários foram aprisionados por Francisco I. Madero após se negarem a reconhecê-lo como presidente provisório. Quando alguns libertários magonistas conseguiram se reagrupar na Baixa Califórnia, começou uma campanha com a captura de Mexicali.